# Slovenská historická společnost
Slovenská historická společnost při Slovenské akademii věd je dobrovolným, výběrovým sdružením pracovníků z oblasti historie a příbuzných vědních disciplín.
Poprvé vznikla 14. – 16. dubna 1946 na zakládajícím valném shromáždění v Piešťanech. Ve společnosti byli zastoupeni kvalifikovaní a profesionální historikové. Jejím prvním předsedou se stal profesor Daniel Rapant. Po roce 1948 musel prof. Rapant z vedení společnosti odstoupit. Jeho nástupcem se stal profesor Branislav Varsik, kterého v následujícím roce nahradil ve vedení Július Barták. Počátkem 50. let společnost zanikla, protože nemohla vykonávat svoji činnost.
Podruhé byla obnovena na zakládajícím valném shromáždění 22. července 1957 v Bratislavě a stala se následně součástí Československé historické společnosti, která byla založena 26. června 1957. Předsedou obnovené Slovenské historické společnosti se stal profesor Karol Goláň (funkci vykonával až do své smrti dne 31. července 1961). V letech 1961–1966 byl předsedou společnosti prof. Branislav Varsik, 1966–1970 prof. Miloš Gosiorovský a 1970–1981 PhDr. Ľudovít Holotík, DrSc., kterého v následujícím desetiletím období 1981–1990 nahradil doc. PhDr. Miroslav Kropilák, DrSc.
Po listopadu 1989 byla konstituována samostatná Slovenská historická společnost na sjezdu v Bratislavě v roce 1990. Předsedou byl zvolen prof. PhDr. Richard Marsina, DrSc., který vedl společnost do roku 1996. Po něm se stal předsedou PhDr. Ľubomír Lipták, DrSc., který se v roce 1997 vzdal funkce ze zdravotních důvodů. Po něm vykonává funkci předsedy Slovenské historické společnosti při SAV PhDr. Viliam Čičaj, CSc.